# Соглашение Кацуры — Тафта
Соглашение Кацуры — Тафта (англ. Taft–Katsura agreement, яп. 桂・タフト協定 Кацура — Тафуто кё:тэй) представляет собой протокол секретной беседы 27 июля 1905 года между премьером Японии Таро Кацурой и личным представителем президента США Т. Рузвельта военным министром США У. Тафтом (впоследствии президентом США в 1909—1913 годы) накануне открытия русско-японских переговоров о заключении Портсмутского мирного договора. Считается, что эта беседа повлияла как на ход переговоров о заключении Портсмутского мира. так и на проходившие в этот период переговоры относительно возобновления союза между Великобританией и Японией.
Содержание беседы строилось вокруг планов Японии относительно Филиппин, сотрудничества США и Японии на Дальнем Востоке и будущего Кореи.

## Содержание протокола
- Кацура выразил пожелание установления фактического союза (alliance in practice) между Японией, Великобританией и США в целях сохранения мира на Дальнем Востоке.

- Тафт ответил, что президент не имеет возможности пойти на союз, но испытывает уверенность, что и без такого союза «американский народ столь единодушен с народами Японии и Великобритании в деле сохранения мира на Дальнем Востоке, что при любых обстоятельствах Япония и Англия могут рассчитывать на согласованные действия со стороны правительства США так, как если бы США обязаны были предпринять эти действия согласно договору».

- Тафт согласился с Кацурой, что логическим следствием войны между Россией и Японией является установление японскими военными силами такого суверенитета над Кореей, при котором та не могла бы заключать договоры с любыми иностранными государствами без согласия Японии.

- Кацура согласился с Тафтом, что Япония заинтересована в сохранении на Филиппинах американского управления, поскольку США являются дружественным Японии государством.

Президент США Т. Рузвельт полностью одобрил достигнутое соглашение. В телеграмме Тафту он подчеркнул: «Ваша беседа с графом Кацурой абсолютно правильна во всех отношениях. Я хочу, чтобы вы сообщили Кацуре, что я одобряю каждое ваше слово».
Упомянутое соглашение не помешало серьёзному обострению отношений между США и Японией после завершения русско-японской войны.